# ミザンヌ・マオリダ
ミザンヌ・マオリダ（Myziane Maolida，1999年2月14日 - ）は、フランス・パリ出身のサッカー選手。アル・ホロード・クラブ所属。ポジションはフォワード。

## クラブ経歴

### オリンピック・リヨン
オリンピック・リヨンのユースチーム出身で、2017年8月5日、RCストラスブール戦にマリアーノとの交代で途中出場し、リーグ・アンデビューを果たした。2017年11月23日、UEFAヨーロッパリーグのアポロン・リマソール戦で初ゴールを挙げた。11月26日、OGCニース戦でゴールを挙げ、リーグ・アン初得点を記録した。

### OGCニース
2018年8月、OGCニースに移籍した。5年契約で1億ユーロでの契約解除条項が設定された。移籍金は1000万ユーロで、ニースから移籍する場合、その移籍金の30パーセントをリヨンが得る。

### ヘルタ・ベルリン
2021年8月31日、ヘルタ・ベルリンに移籍した。
2023年1月31日、スタッド・ランスに期限付き移籍。
2024年1月、ハイバーニアンFCに期限付き移籍。

## 代表経歴
コモロ出身の両親を持ち、各年代のフランス代表でプレーしている。
2023年11月17日、2026 FIFAワールドカップ・アフリカ予選の中央アフリカ代表戦でコモロ代表として初出場。